# Gérard Carré
Pour les articles homonymes, voir Carré (homonymie).
Gérard Carré, né le 18 janvier 1952 à Paris, est un écrivain et un scénariste français, auteur de roman policier, de littérature pour la jeunesse et de nombreux scénarios pour la télévision.

## Biographie
Il est instituteur spécialisé dans l'aide à l'enfance inadaptée puis se consacre à l'écriture.
En 1982, il publie Qui vous parle de mourir ? coécrit avec Didier Cohen, « un roman dur et violent qui ne fait pas dans la dentelle » selon Claude Mesplède et Jean-Jacques Schleret. Il en écrit l'adaptation en 1985 pour le film réalisé par Gilles Béhat, Urgence. 
Il est le père de l'illustrateur Benjamin Carré, né en 1973. 
Hormis deux livres pour la jeunesse, il se consacre depuis 1986 à l'écriture de scénarios et de dialogues pour des téléfilms et des séries télévisées.

## Œuvre littéraire

### Romans policiers
- Qui vous parle de mourir ?, Éditions Gallimard, coll. « Série noire » no 1885 (1982)  (ISBN 2-07-048885-3) (coécrit avec Didier Cohen)
- Tarmac blues, Éditions Jigal (2021)

### Littérature d'enfance et de jeunesse
- La Troisième Guerre mondiale n'aura pas lieu, Éditions Gallimard, coll. « Folio junior » no 357 (1986)  (ISBN 2-07-033357-4)
- Sèvres-Babylone, Syros, coll. « Souris noire » no 42 (1990)  (ISBN 2-86738-490-7), réédition Syros, coll. « Mini souris noire » no 13 (1997)  (ISBN 2-84146-444-X), réédition  Éditions À vue d’œil, coll. « Mini plume » (2000)  (ISBN 2-912632-71-4)

### Nouvelle
- Le Vent de Mélissa, dans la revue Sapriphage no 3 (avril 1989)

## Filmographie

### Adaptation au cinéma
- 1985 : Urgence, film français réalisé par Gilles Béhat, adaptation de Qui vous parle de mourir ?

### Scénarios et dialogues pour la télévision
- 1986 : 6 épisodes de la série télévisée française Le Petit Docteur, adaptation de nouvelles de Georges Simenon publiées dans Le Petit Docteur
- 1991 : L'Amant de ma sœur, téléfilm français réalisé par Pierre Mondy
- 1991 : Bonjour la galère, mini-série télévisée française
- 1992 - 1993 : 2 épisodes de la série télévisée française Commissaire Moulin
- 1993 : 1 épisode de la série télévisée française Deux justiciers dans la ville
- 1995 : 1 épisode de la série télévisée française François Kléber
- 1995 : 1 épisode de la série télévisée française L'Instit
- 1996 - 1997 : 2 épisodes de la série télévisée française Madame le Consul
- 1997 : À chacun son tour, téléfilm français réalisé par Jean-Jacques Kahn
- 1997 à 2004 : 3 épisodes de la série télévisée franoo-italo-espagnole Pepe Carvalho
- 2001 : Mausolée pour une garce, téléfilm français réalisé par Arnaud Sélignac
- 2003 : À cran, téléfilm français réalisé par Alain Tasma
- 2004 : Nos vies rêvées, téléfilm français réalisé par Fabrice Cazeneuve
- 2004 : À cran, deux ans après, téléfilm français réalisé par Alain Tasma
- 2005 : Cyrano de Ménilmontant, téléfilm français réalisé par Marc Angelo
- 2007 : Les Zygs, le secret des disparus', téléfilm français réalisé par Jacques Fansten
- 2007 : Sécurité intérieure, mini-série télévisée française
- 2007 : Autopsy, téléfilm français réalisé par Jérôme Anger
- 2008 : 2 épisodes de la saison 2 de la série télévisée française Engrenages
- 2010 : Le Chasseur, série télévisée française
- 2011 : L'Ombre d'un flic, téléfilm français réalisé par David Delrieux
- 2012 : 6 épisodes de la série télévisée française Les Hommes de l'ombre
- 2014 - 2015 : 5 épisodes de la série télévisée française Caïn
- 2017 : Glacé, série télévisée française réalisée par Laurent Herbiet

### Scénario pour le cinéma
- 1987 : Promis…juré !, film français réalisé par Jacques Monnet

## Récompense
- 2002 : Meilleur scénario, partagé avec Marie Montarnal, pour À cran au Festival de la fiction TV de Saint-Tropez[2]
- 2004 : Meilleur scénario, partagé avec Marie Montarnal, Alain Tasma et Gilles Taurand, pour À cran, deux ans après au Festival de la fiction TV de Saint-Tropez[3]

## Sources
: document utilisé comme source pour la rédaction de cet article.
Claude Mesplède et Jean-Jacques Schleret, Les Auteurs de la Série noire p. 80, Joseph K. (1996)  (ISBN 9-782-91068611-6)